# Серебро
| 47         | Серебро |
| Ag107,8682 |         |
| 4d105s1    |         |

Серебро́ (химический символ — Ag, от лат. Argentum) — химический элемент 11 группы (по устаревшей классификации — побочной подгруппы первой группы, IB), пятого периода периодической системы химических элементов Д. И. Менделеева, с атомным номером 47.
Простое вещество серебро — это ковкий, пластичный переходный благородный металл серо-белого цвета.

## История
Серебро известно человечеству с древнейших времён. Это связано с тем, что серебро, как и золото, часто встречается в самородном виде — его не приходилось выплавлять из руд. Это предопределило довольно значительную роль серебра в культурных традициях различных народов.
Сохранившиеся памятники наиболее ранней добычи серебра связаны с Хеттским царством.
Одним из древнейших центров добычи и обработки серебра была доисторическая Сардиния, где оно было известно с раннего энеолита.
В Ассирии и Вавилоне серебро считалось священным металлом и являлось символом Луны.

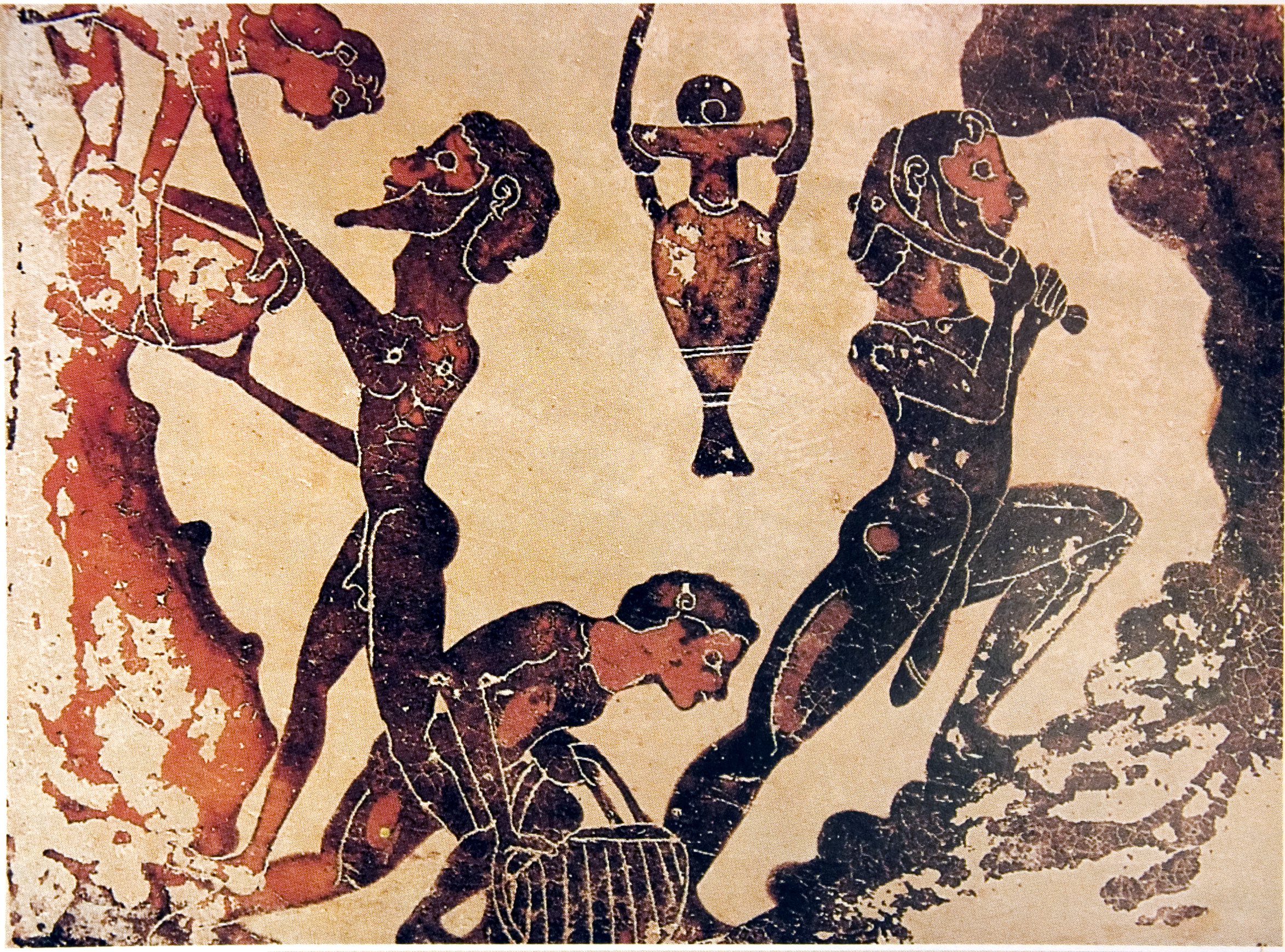
Добыча серебряных руд на рудниках Лавриона. V век до н. э. Рисунок на вазе

В Древней Греции серебро в больших количествах добывали в Лаврийских рудниках.
Наибольшее количество серебра для чеканки римских монет давали начиная со II в. до н. э. месторождения Испании.

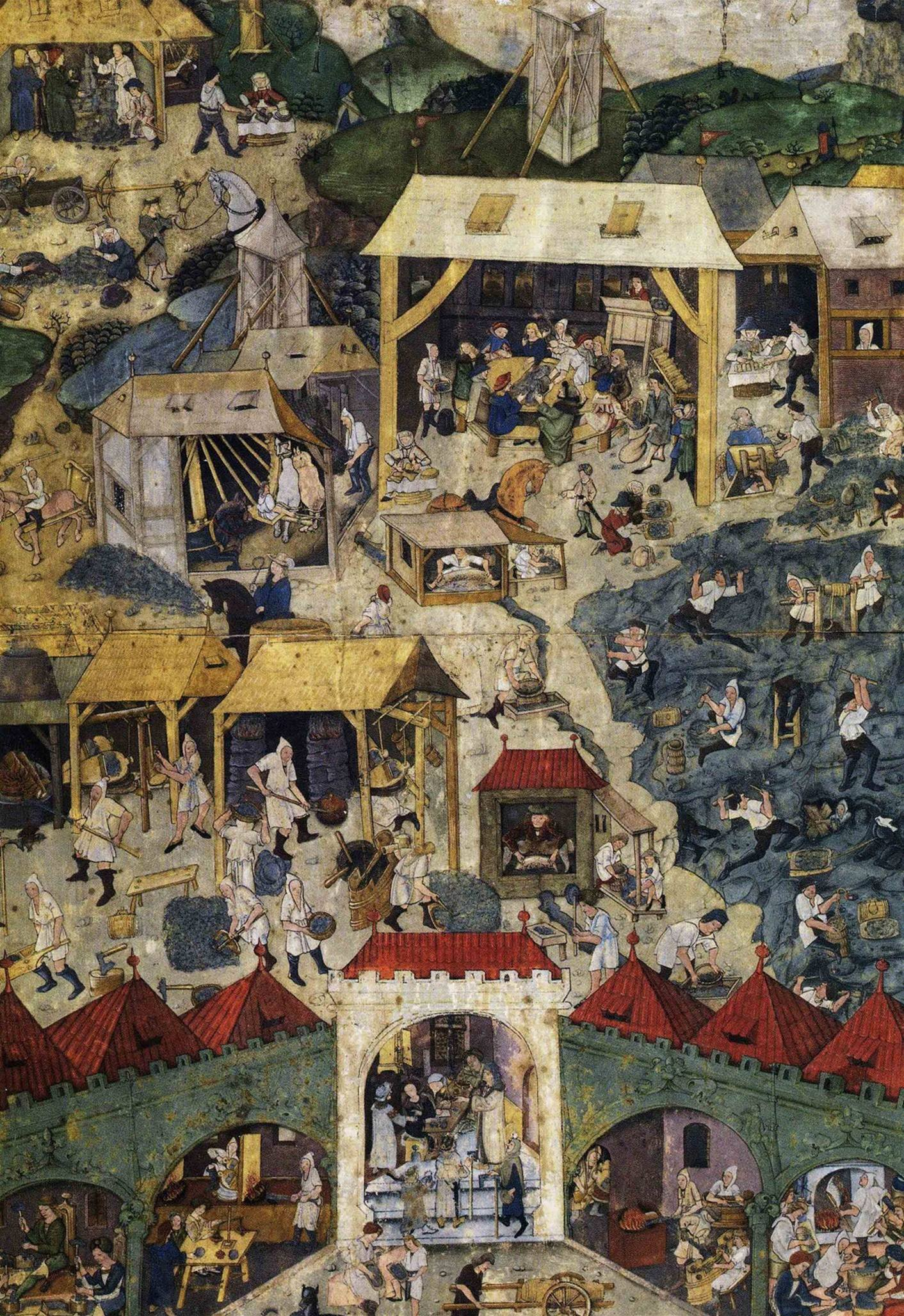
Добыча серебряной руды в Кутна-Горе в 1490-е годы

В X веке серебро начали добывать в Гарце (гора Раммельсберг вблизи Гослара), в XII веке — в Саксонии, в Рудных горах, где центром добычи был Фрейберг. Третьим центром добычи серебра в Средние века в Европе была Нижняя Венгрия (Словакия). В XII веке началась интенсивная добыча серебра в чешских землях. Крупнейшим центром добычи серебра сначала стал город Пршибрам, потом Йиглава, затем первенство перешло к городу Кутна-Гора.
Серебро и его соединения были очень популярны среди алхимиков. С середины XIII века серебро становится традиционным материалом для изготовления посуды.
В XIV веке началась добыча серебра близ Олькуша в Верхней Силезии. В 1409 году началась добыча серебра в северном Тироле, на Швацких рудниках. В Швеции важнейшими были месторождения серебра Сала, которые разрабатывались с XIII века, но наибольшее количество серебра дали в XV и XVI веках.
Захват испанцами американского континента открыл доступ к богатейшим месторождениям Нового Света. В 1540 году объём добычи серебра в Европе составлял 52-55 тонн в год, что в шесть раз больше объёма американского серебра, доставленного в Европу в то время. Однако к 1560-м годам эти показатели сравнялись, а в следующем десятилетии добыча в Европе составляла уже лишь половину от притока серебра из Нового Света, так как началась разработка месторождений в Потоси и Сакатекасе. Приток американского серебра в Европу привёл к так называемой революции цен. До середины XVIII века рудники Потоси давали около половины мировой добычи серебра.

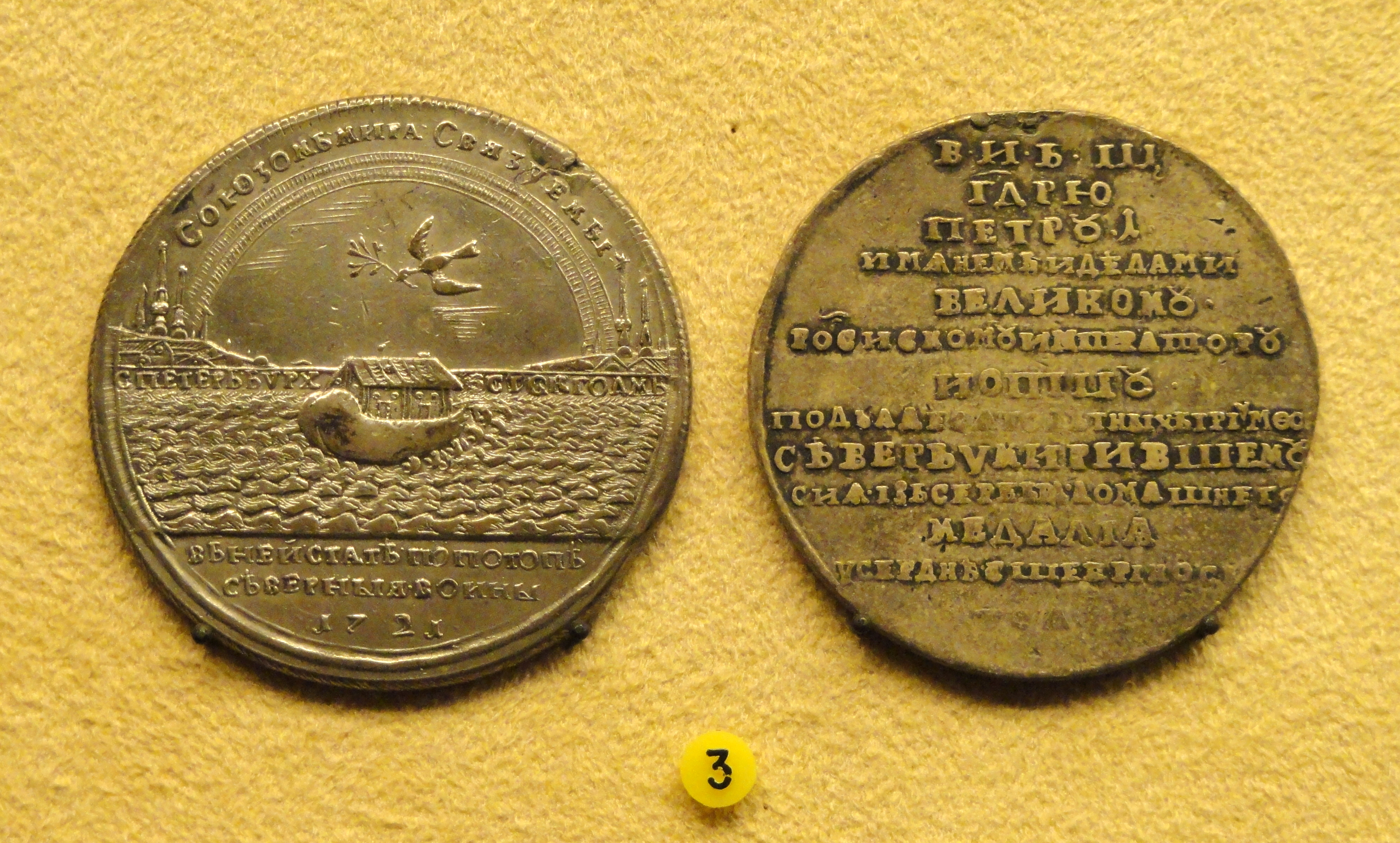
Медаль Российской Империи «В память Ништадтского мира» (1721) с надписью «…сия из серебра домашнего медалия…»

В России до XVIII века серебро не добывалось. В 1704 году под руководством Петра Саввича Мусина-Пушкина Александр Левандиан начал выплавку серебра на Нерчинском заводе. С середины XVIII века началась выплавка серебра на Колывано-Воскресенских заводах. К началу XIX века Российская империя занимала по добыче серебра второе место в Европе после Австрийской империи.
Серебро и по сей день используется для чеканки памятных и инвестиционных монет (выход из оборота последних серебряных монет в 1960—1970-е годы примерно совпал с кризисом Бреттон-Вудской валютной системы).

### Происхождение названия
Славянские названия металла — рус. серебро, пол. srebro, болг. сребро, ст.‑слав. сьребро — восходят к праславянскому *sьrebro, которое имеет соответствия в балтийских (лит. sidabras, др.-прусск. sirablan) и германских (гот. 𐍃𐌹𐌻𐌿𐌱𐍂 silubr, нем. Silber, англ. silver) языках. Дальнейшая этимология за пределами германо-балто-славянского круга языков неясна, предполагают раннее заимствование либо из языков Ближнего Востока: ср. аккад. sarpu «очищенное серебро» (от аккад. sarapu «очищать, выплавлять»), либо из до-римских языков Средиземноморья, ср. баск. zillar, zirar, zidar «серебро», бербер. *a-ẓrəf «серебро».
Греческое название серебра ἄργυρος árgyros произошло от индоевропейского корня *H₂erǵó-, *H₂erǵí-, означающего «белый, блистающий». Из того же корня происходит и его латинское название — лат. argentum.

## Нахождение в природе
Среднее содержание серебра в земной коре (по Виноградову) — 70 мг/т. Максимальные его концентрации устанавливаются в глинистых сланцах, где достигают 1 г/т. Серебро характеризуется относительно низким энергетическим показателем ионов, что обуславливает незначительное проявление изоморфизма этого элемента и сравнительно трудное его вхождение в решётку других минералов. Наблюдается лишь постоянный изоморфизм ионов серебра и свинца. Ионы серебра входят в решётку самородного золота, количество которого иногда достигает в электруме почти 50 % по массе. В небольшом количестве ион серебра входит в решётку сульфидов и сульфосолей меди, а также в состав теллуридов, развитых в некоторых полиметаллических и особенно, в золото-сульфидных и золото-кварцевых месторождениях.
Определённая часть благородных и цветных металлов встречается в природе в самородной форме. Известны и документально подтверждены факты нахождения огромных самородков серебра. Так, например, в 1477 году на руднике «Святой Георгий» (месторождение Шнееберг в Рудных горах в 40—45 км от города Фрайберг) был обнаружен самородок серебра весом 20 т. Глыбу серебра размером 1×1×2,2 м выволокли из горной выработки, устроили на ней праздничный обед, а затем раскололи и взвесили. В Дании, в музее Копенгагена, находится самородок весом 254 кг, обнаруженный в 1666 году на норвежском руднике Конгсберга. Крупные самородки обнаруживали и на других континентах. В настоящее время в здании парламента Канады хранится одна из добытых на месторождении Кобальт в Канаде самородных пластин серебра, имеющая вес 612 кг. Другая пластина, найденная на том же месторождении и получившая за свои размеры название «серебряный тротуар», имела длину около 30 м и содержала 20 т серебра. Однако, при всей внушительности когда-либо обнаруженных находок, серебро химически более активно, чем золото, и по этой причине реже встречается в природе в самородном виде. По этой же причине растворимость серебра выше и его концентрация в морской воде на порядок больше, чем у золота (около 0,04 мкг/л и 0,004 мкг/л соответственно).

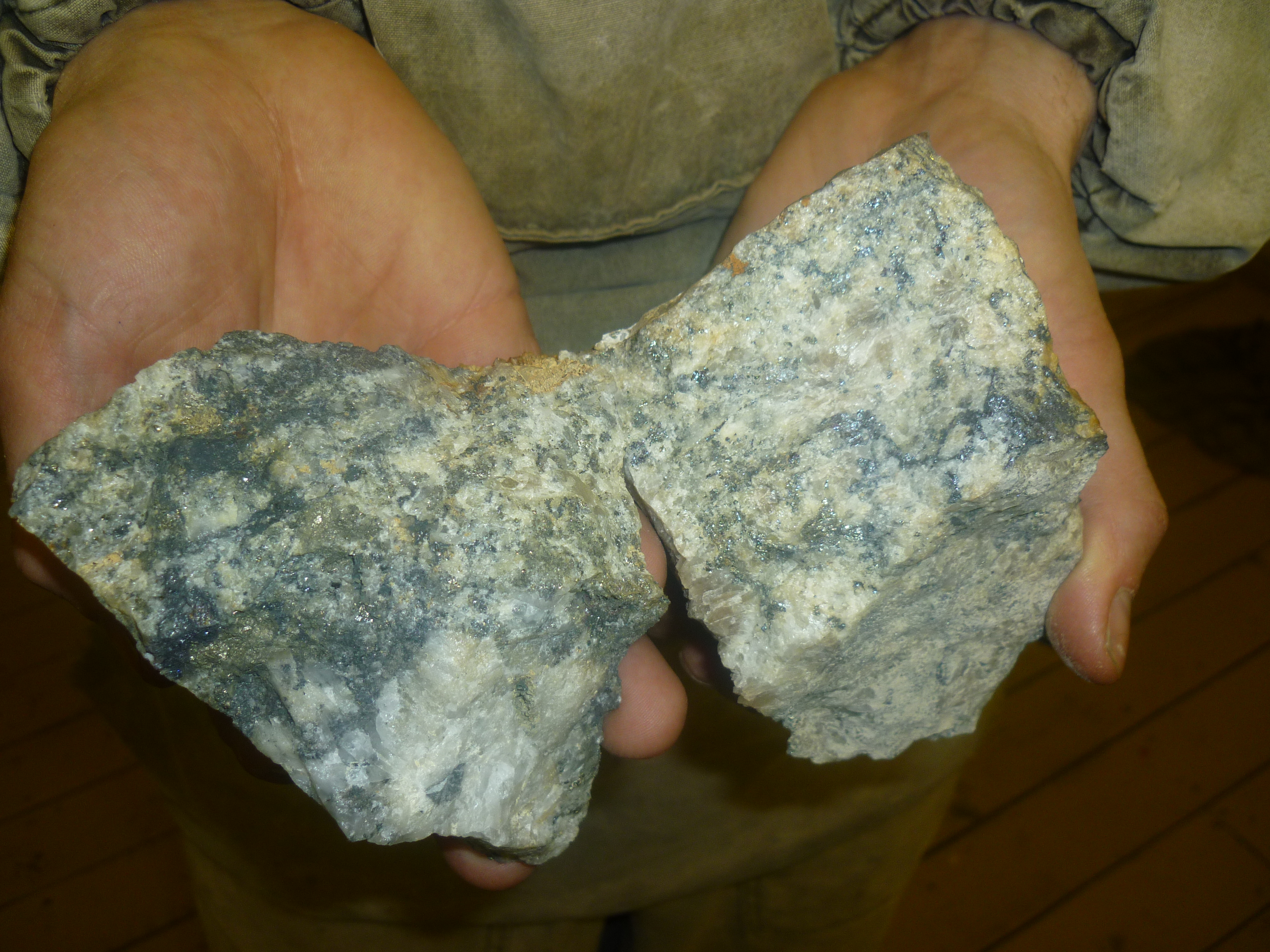
Руда серебра

Известно более 50 природных минералов серебра, из которых важное промышленное значение имеют лишь 15—20, в том числе:
- самородное серебро;
- электрум (золото-серебро);
- кюстелит (серебро-золото);
- аргентит (серебро-сера);
- прустит (серебро-мышьяк-сера);
- бромаргерит (серебро-бром);
- кераргирит (серебро-хлор);
- пираргирит (серебро-сурьма-сера);
- стефанит (серебро-сурьма-сера);
- полибазит (серебро-медь-сурьма-сера);
- фрейбергит (медь-сера-серебро);
- аргентоярозит (серебро-железо-сера);
- дискразит (серебро-сурьма);
- агвиларит (серебро-селен-сера)

Как и другим благородным металлам, серебру свойственны два типа проявлений:
- собственно серебряные месторождения, где оно составляет более 50 % стоимости всех полезных компонентов;
- комплексные серебросодержащие месторождения (в которых серебро входит в состав руд цветных, легирующих и благородных металлов в качестве попутного компонента).

Серебряные месторождения играют достаточно существенную роль в мировой добыче серебра, однако основные разведанные запасы серебра (75 %) приходятся на долю комплексных месторождений.
Содержание серебра в рудах цветных металлов 10-100 г/т, в золото-серебряных рудах 200—1000 г/т, а в рудах серебряных месторождений 900—2000 г/т, иногда десятки килограммов на тонну.
Серебро встречается и в каустобиолитах: торфах, нефти, угле, битуминозных сланцах.

### Месторождения

Производство серебра по странам (2011 год)

Значительные месторождения серебра расположены на территориях следующих стран:
- Армении,
- Германии,
- Испании,
- Перу,
- Чили,
- Мексики,
- Китая,
- Канады,
- США,
- Австралии,
- Польши,
- России,
- Казахстана,
- Румынии,
- Швеции,
- Чехии,
- Словакии,
- Австрии,
- Венгрии,
- Норвегии[19].

Также месторождения серебра есть на Кипре и на Сардинии.

## Физические свойства

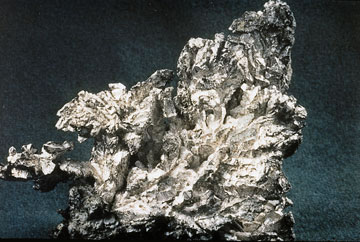
Самородок серебра

Полная электронная конфигурация атома серебра: 1s22s22p63s23p64s23d104p65s14d10
Чистое серебро — это довольно тяжёлый (легче свинца, но тяжелее меди, плотность — 10,5 г/см³), необычайно пластичный серебристо-белый металл (коэффициент отражения света близок к 100 %). Кристаллическая решётка — гранецентрированная кубическая. Тонкая серебряная фольга в проходящем свете имеет фиолетовый цвет. С течением времени металл тускнеет, реагируя с содержащимися в воздухе следами сероводорода и образуя налёт сульфида, тонкая плёнка которого придаёт поверхности металла характерную розоватую окраску. Обладает самой высокой теплопроводностью среди металлов. При комнатной температуре имеет самую высокую электропроводность среди всех известных металлов (удельное электрическое сопротивление 1,59⋅10−8 Ом·м при температуре 20 °C). Относительно тугоплавкий металл, температура плавления 962 °C.

## Химические свойства
Серебро, будучи благородным металлом, отличается относительно низкой реакционной способностью, оно не растворяется в соляной и разбавленной серной кислотах. Однако в окислительной среде (в азотной, горячей концентрированной серной кислоте, концентрированной хлорной, селеновой, а также в соляной кислоте в присутствии свободного кислорода) серебро растворяется:
{\displaystyle {\mathsf {Ag+2HNO_{3{\text{(конц.)}}}\longrightarrow \ AgNO_{3}+NO_{2}{\uparrow }+H_{2}O}}}
Растворяется оно и в хлорном железе, что применяется для травления:
{\displaystyle {\mathsf {Ag+FeCl_{3}\longrightarrow \ AgCl+FeCl_{2}}}}
Серебро также легко растворяется в ртути, образуя амальгаму (жидкий сплав ртути и серебра).
Серебро не окисляется кислородом даже при высоких температурах, однако в виде тонких плёнок может быть окислено кислородной плазмой или озоном при облучении ультрафиолетом. Во влажном воздухе в присутствии даже малейших следов двухвалентной серы (сероводород, тиосульфаты, резина) образуется налёт малорастворимого сульфида серебра, обуславливающего потемнение серебряных изделий:
{\displaystyle {\mathsf {4Ag+2H_{2}S+O_{2}\longrightarrow \ 2Ag_{2}S+2H_{2}O}}}
В отсутствие кислорода:
{\displaystyle {\mathsf {2Ag+H_{2}S\longrightarrow \ Ag_{2}S+H_{2}{\uparrow }}}}
Свободные галогены легко окисляют серебро до галогенидов:
{\displaystyle {\mathsf {2Ag+I_{2}\longrightarrow \ 2AgI}}}
Однако на свету эта реакция обращается, и галогениды серебра (кроме фторида) постепенно разлагаются. На этом явлении основан принцип чёрно-белой фотографии.
При нагревании с серой серебро даёт сульфид:
{\displaystyle {\mathsf {2Ag+S\longrightarrow \ Ag_{2}S}}}.
Наиболее устойчивой степенью окисления серебра в соединениях является +1. В присутствии аммиака соединения серебра (I) дают легко растворимый в воде комплекс [Ag(NH3)2]+. Серебро образует комплексы также с цианидами, тиосульфатами. Комплексообразование используют для растворения малорастворимых соединений серебра, для извлечения серебра из руд. Более высокие степени окисления (+2, +3) серебро проявляет только в соединении с кислородом (AgO, Ag2O3) и фтором (AgF2, AgF3), такие соединения гораздо менее устойчивы, чем соединения серебра (I).
Соли серебра (I), за редким исключением (нитрат, перхлорат, фторид), нерастворимы в воде, что часто используется для определения ионов галогенов (хлора, брома, йода) в водном растворе.

## Изотопы
Природное серебро состоит из смеси двух стабильных изотопов (107Ag и 109Ag). Самым долгоживущим радиоактивным изотопом серебра является 105Ag с периодом полураспада 41,3 суток, однако ядерный изомер 108mAg имеет период полураспада 439 лет.

## Применение

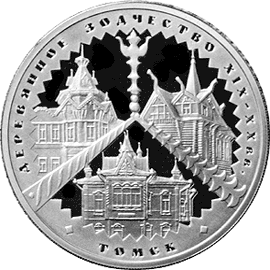
Серебряная монета

- Так как обладает наибольшей электропроводностью, теплопроводностью и стойкостью к окислению кислородом при обычных условиях, применяется для контактов электротехнических изделий (например, контакты реле, ламели), а также многослойных керамических конденсаторов.
- В составе припоев: медносеребряные припои ПСр-72, ПСр-45 и другие, используется для пайки разнообразных ответственных соединений, в том числе разнородных металлов, припои с высоким содержанием серебра используются в ювелирных изделиях, а со средним — в разнообразной технике, от сильноточных выключателей до жидкостных ракетных двигателей, иногда также как добавка к свинцу в количестве 3 % (ПСр-3), им заменяют оловянный припой[21].
- В составе сплавов: для изготовления катодов гальванических элементов.
- Применяется как драгоценный металл в ювелирном деле (обычно в сплаве с медью, иногда с никелем и другими металлами).
- Используется при чеканке монет (оборотных — до начала 1970-х годов, сейчас — только юбилейных), а также наград — орденов и медалей.
- Галогениды серебра и нитрат серебра используются в фотографии, так как обладают высокой светочувствительностью.
- Иодистое серебро применяется для смены погоды («разгон облаков»).
- Из-за высочайшей электропроводности и стойкости к окислению применяется:
  - в электротехнике и электронике как покрытие ответственных контактов и проводников в высокочастотных цепях;
  - в СВЧ-технике как покрытие внутренней поверхности волноводов.
- Используется как покрытие для зеркал с высокой отражающей способностью (в обычных зеркалах используется алюминий).
- Часто используется как катализатор в реакциях окисления, например, при производстве формальдегида из метанола, а также эпоксида из этилена.
- Используется как дезинфицирующее вещество, в основном для обеззараживания воды. Ограниченно применяется в виде солей (нитрат серебра) и коллоидных растворов (протаргол и колларгол) как вяжущее средство. В прошлом применение препаратов серебра было значительно шире.
- Используется в пищевой промышленности качестве пищевой добавки Е174.

Области применения серебра постоянно расширяются, и его применение — это не только сплавы, но и химические соединения. Определённое количество серебра постоянно расходуется для производства серебряно-цинковых и серебряно-кадмиевых аккумуляторных батарей, обладающих очень высокой энергоплотностью и массовой энергоёмкостью и способных при малом внутреннем сопротивлении выдавать в нагрузку очень большие токи.
Серебро используется в качестве добавки (0,1—0,4 %) к свинцу для отливки токоотводов положительных пластин специальных свинцовых аккумуляторов, имеющих очень большой срок службы (до 10—12 лет) и малое внутреннее сопротивление.
Хлорид серебра используется в хлор-серебряно-цинковых батареях, а также для покрытий некоторых радарных поверхностей. Кроме того, хлорид серебра, прозрачный в инфракрасной области спектра, используется в инфракрасной оптике.
Монокристаллы фторида серебра используются для генерации лазерного излучения с длиной волны 0,193 мкм (ультрафиолетовое излучение).[прояснить]
Серебро используется в качестве катализатора в фильтрах противогазов.
Ацетиленид серебра (карбид) изредка применяется как мощное инициирующее взрывчатое вещество (детонаторы).
Фосфат серебра используется для варки специального стекла, используемого для дозиметрии излучений. Примерный состав такого стекла: фосфат алюминия — 42 %, фосфат бария — 25 %, фосфат калия — 25 %, фосфат серебра — 8 %.
Перманганат серебра, кристаллический тёмно-фиолетовый порошок, растворимый в воде; используется в противогазах. 
В некоторых специальных случаях серебро также используется в сухих гальванических элементах следующих систем: хлор-серебряный элемент, бром-серебряный элемент, йод-серебряный элемент.

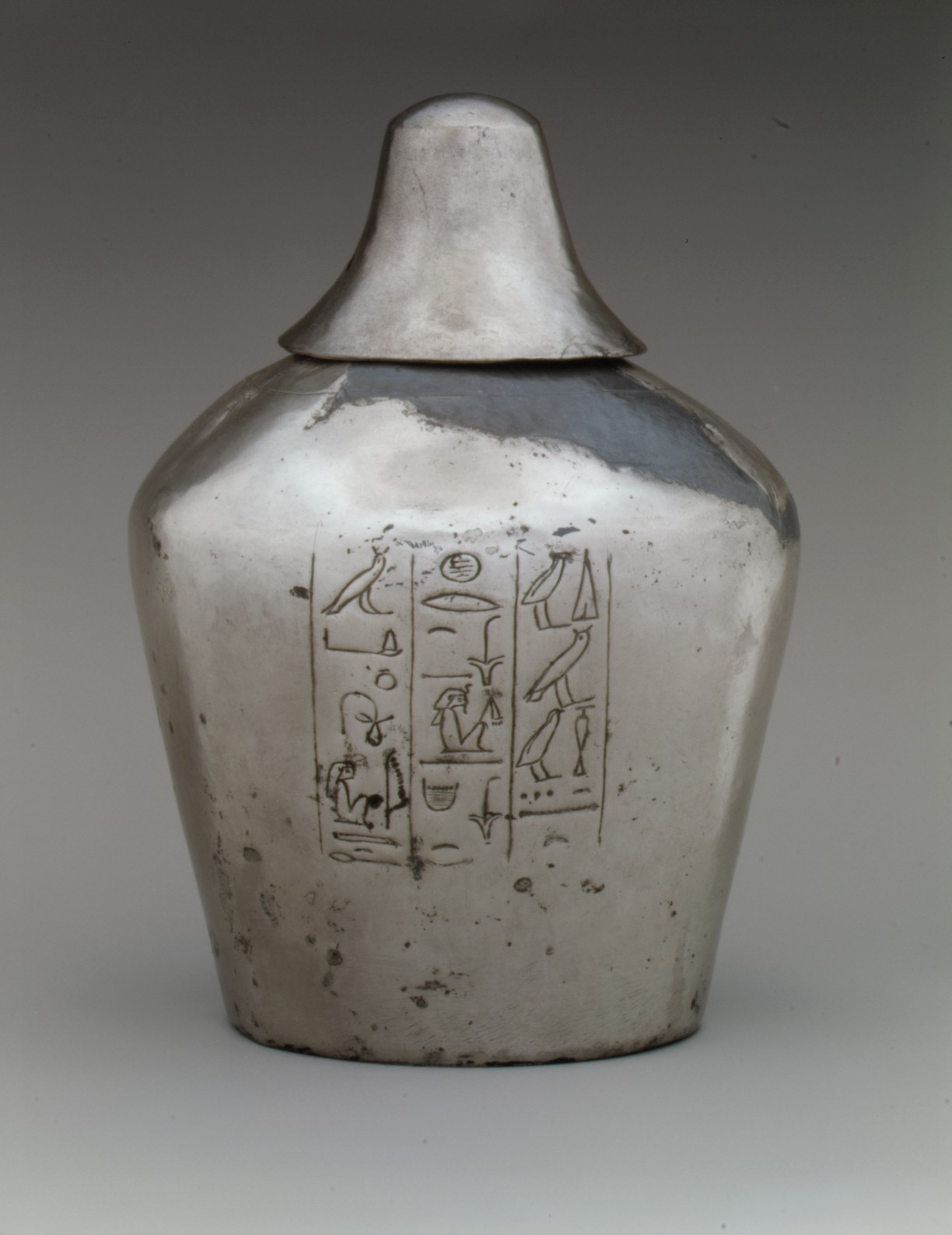
Сосуд для возлияний из гробницы Менуи, одной из жён фараона Тутмоса III; 1479-1425 гг. до н. э.; 19,5 × 13 см; Метрополитен-музей (Нью-Йорк)
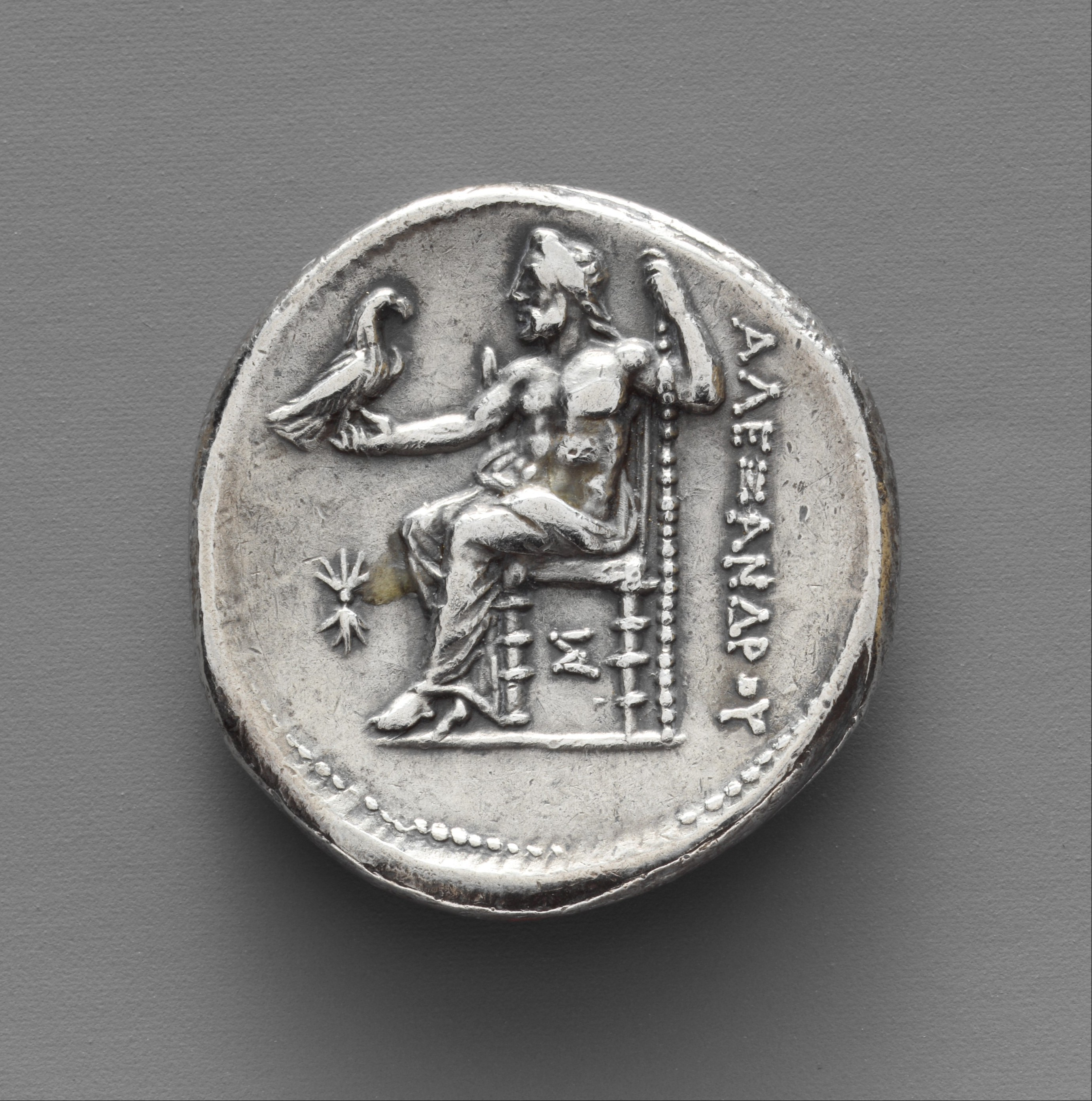
Древнегреческая тетрадрахма; 315–308 гг. до н. э.; диаметр: 2,7 см; Метрополитен-музей
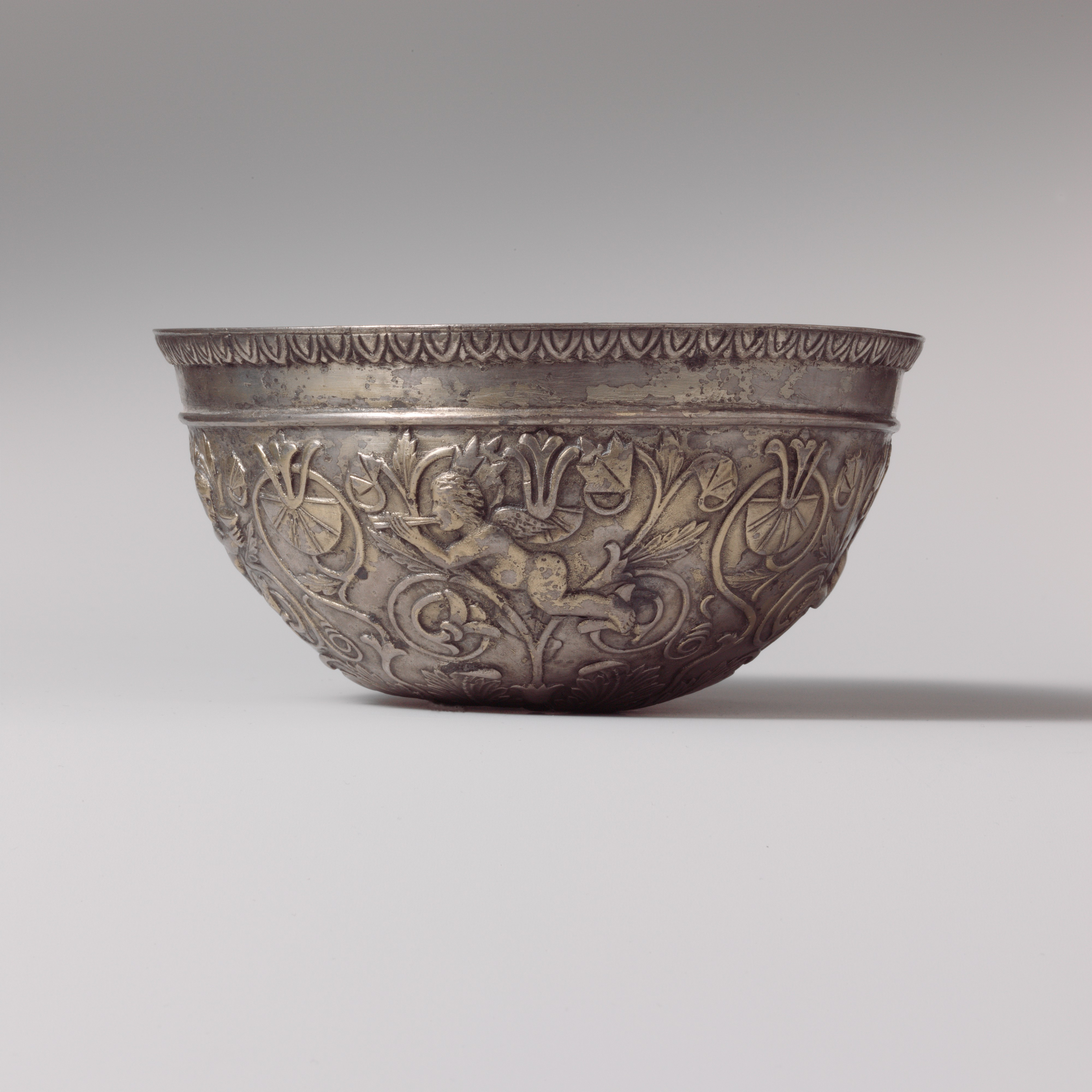
Древнегреческая позолоченная чаша; до н. э.; высота: 7,6 см, диаметр: 14,8 см; Метрополитен-музей
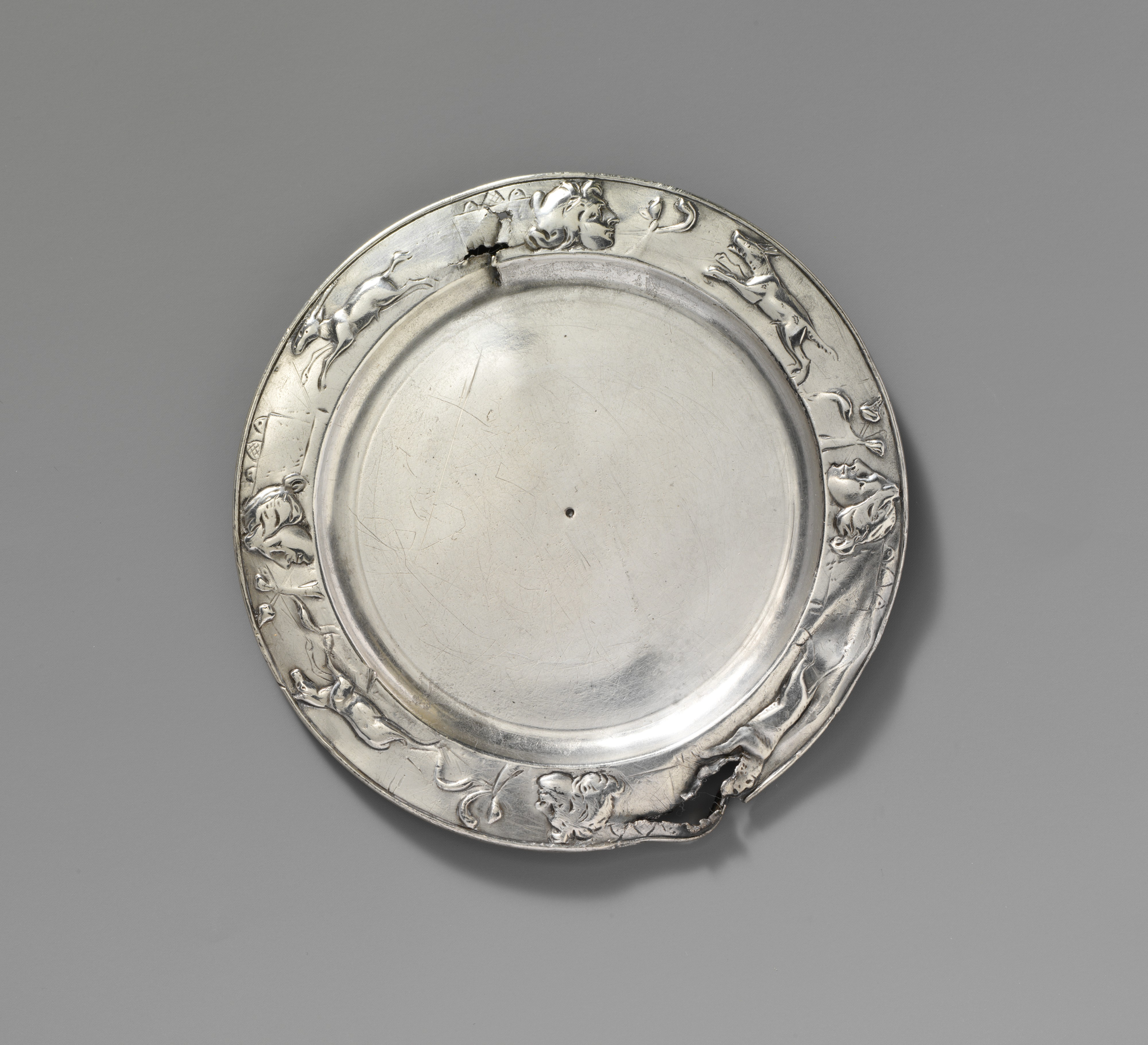
Римская тарелка; 1–2 века н. э .; высота: 0,1 см, диаметр: 12,7 см; Метрополитен-музей
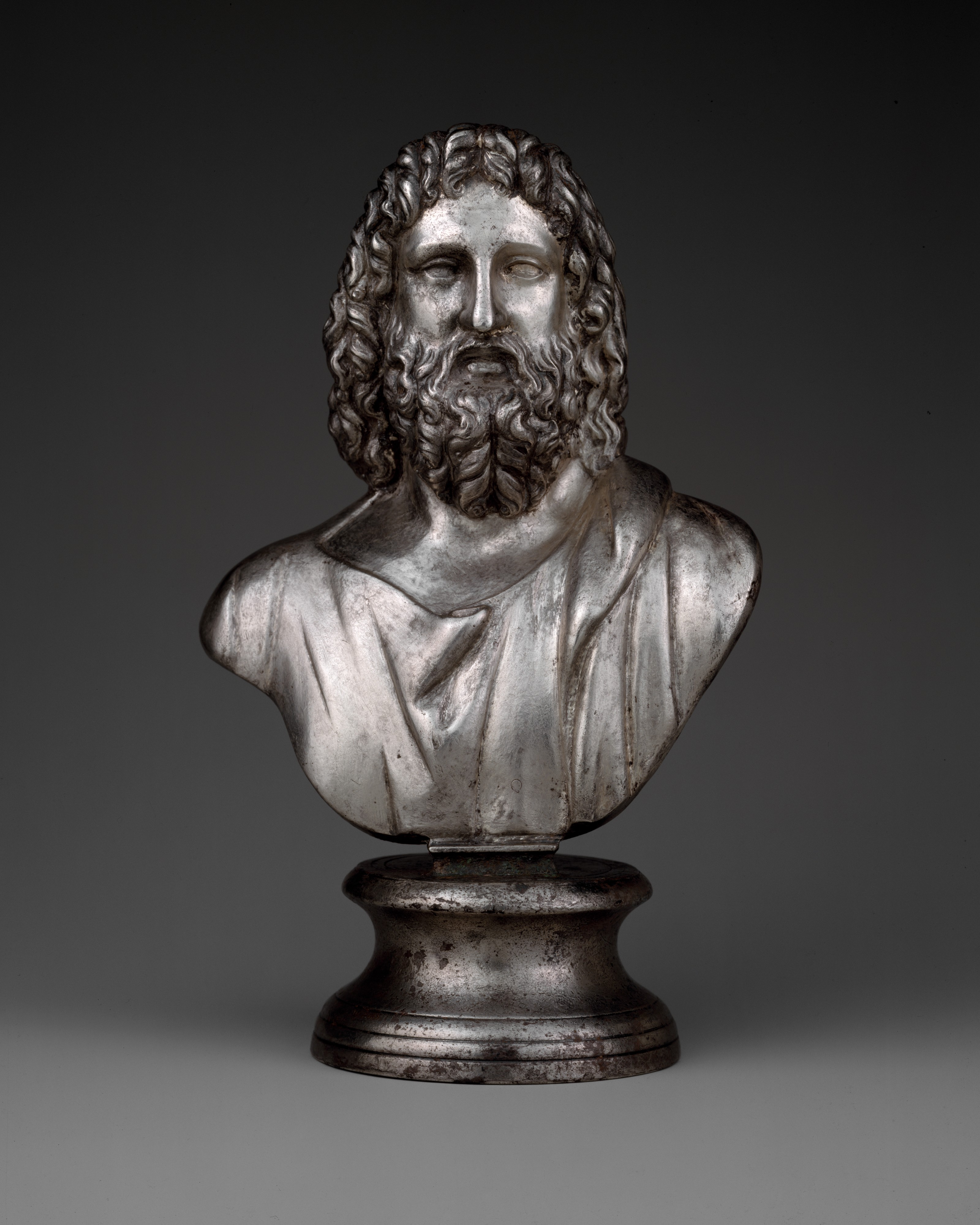
Римский бюст Сераписа; 2 век; 15,6 х 9,5 см; Метрополитен-музей
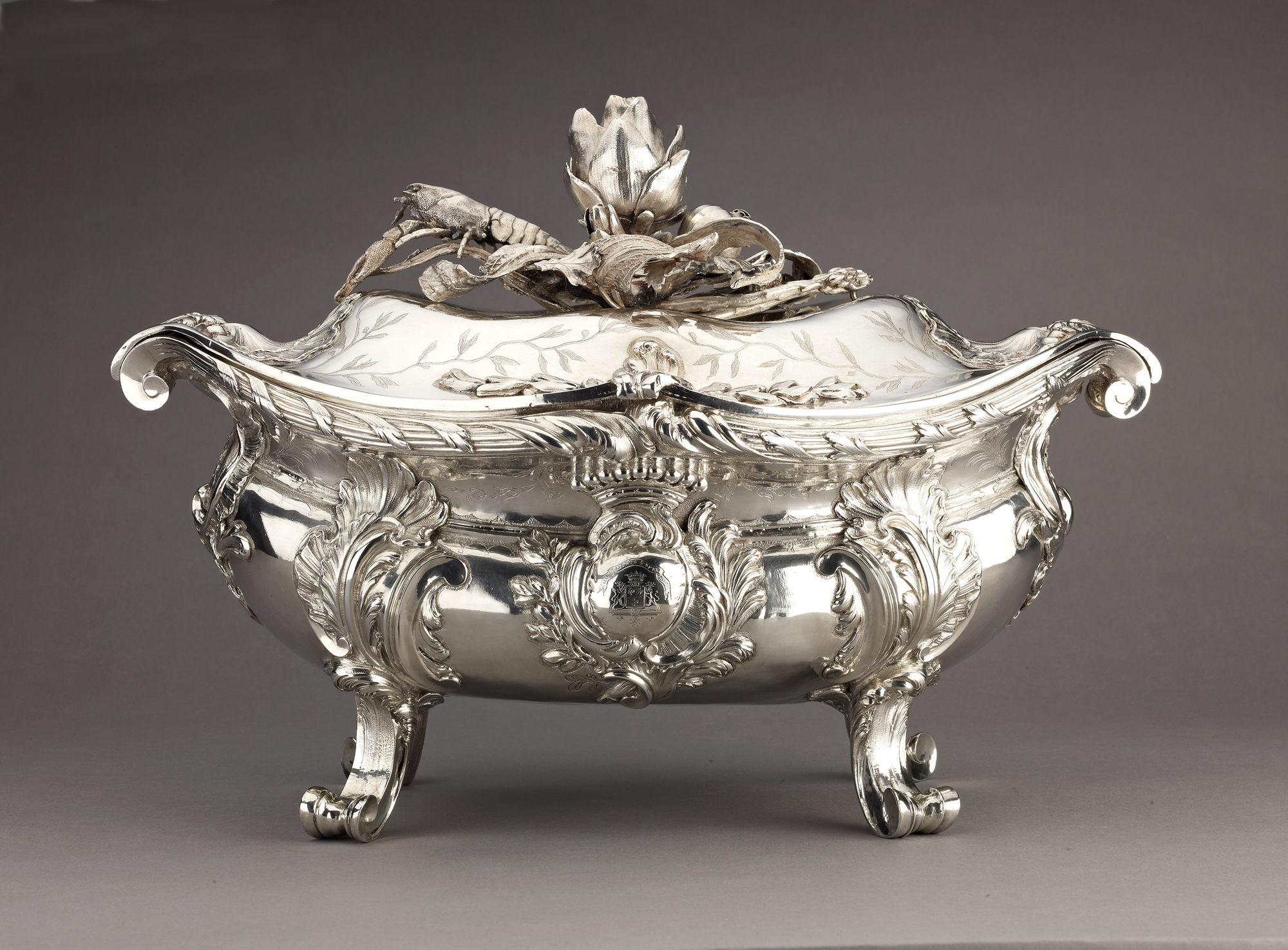
Супница французская рококо; 1749; высота: 26,3 см, ширина: 39 см, глубина: 24 см; Метрополитен-музей
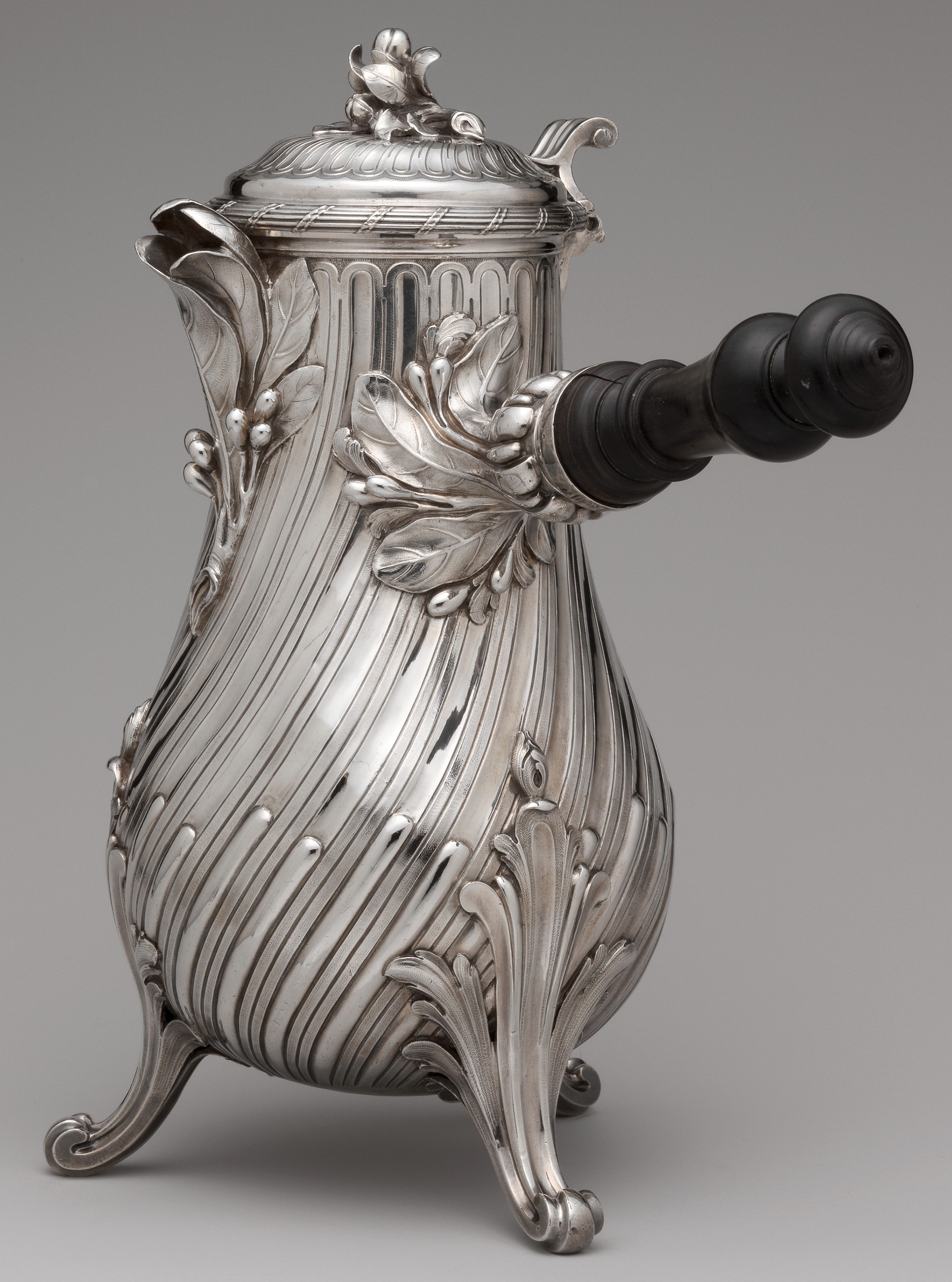
Французский рококо кофейник; 1757; высота: 29,5 см; Метрополитен-музей
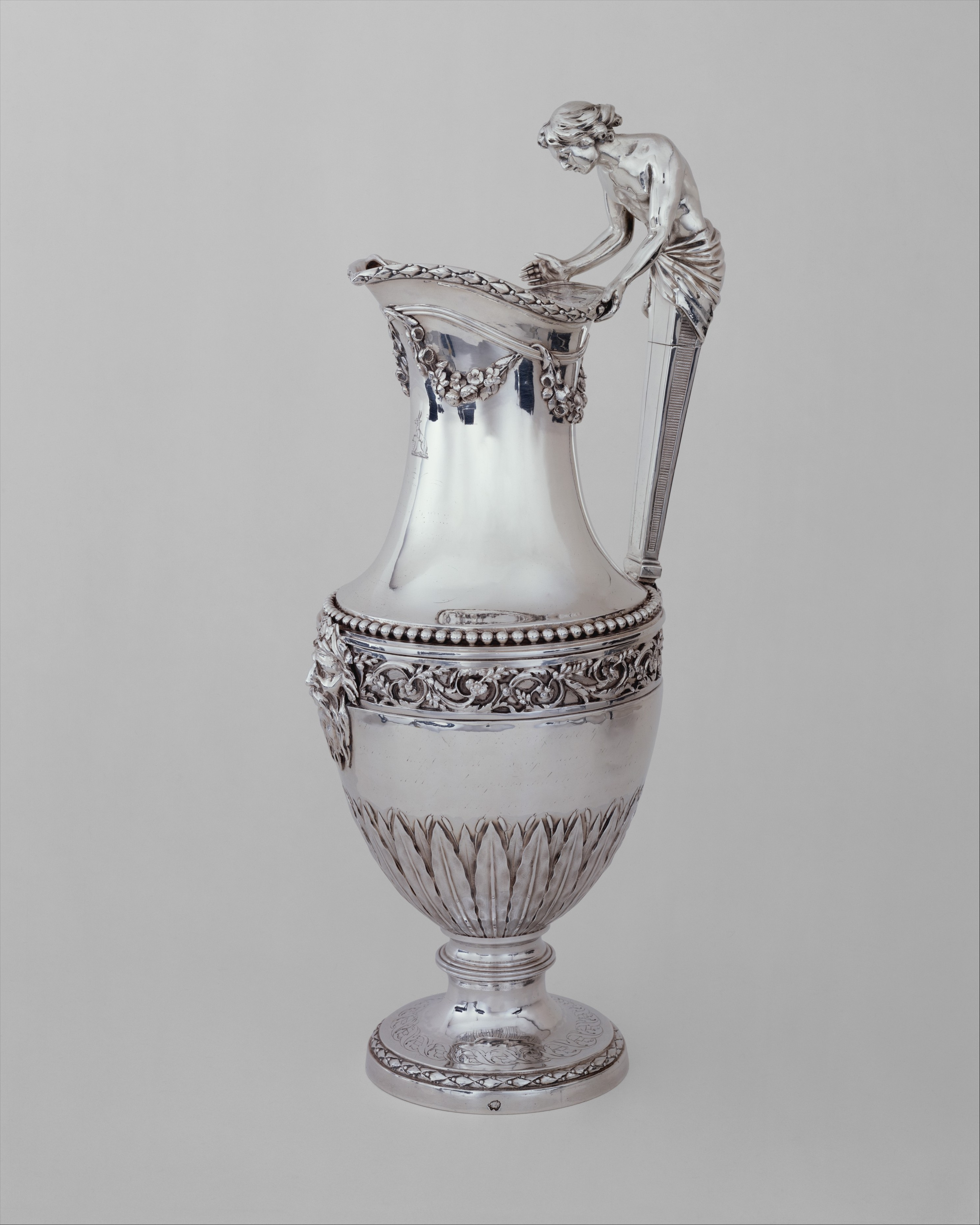
Французский неоклассический кувшин; 1784-1785; высота: 32,9 см; Метрополитен-музей
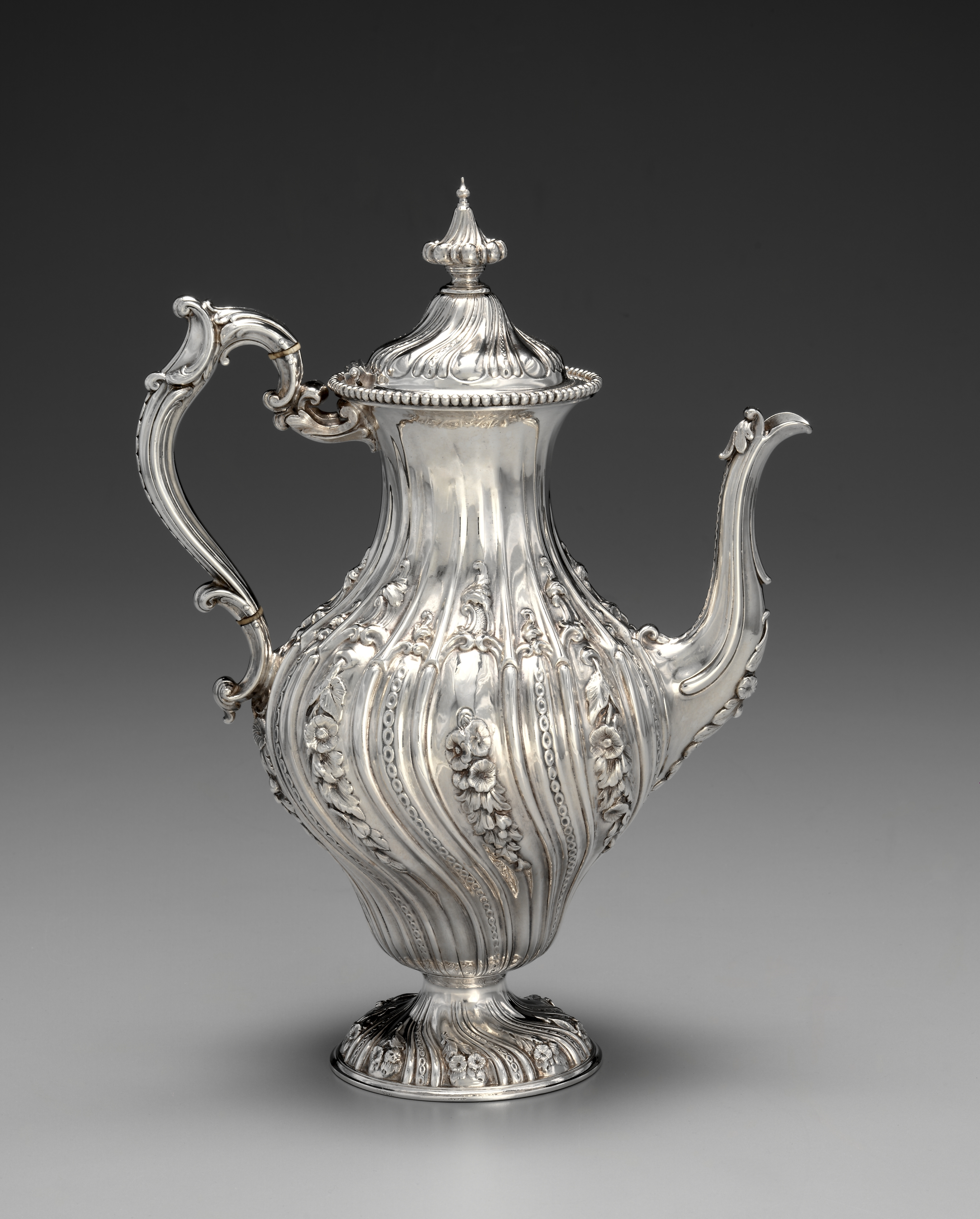
Кофейник неорококо; 1845; в целом: 32 х 23,8 х 15,4 см; Художественный музей Кливленда (Кливленд, штат Огайо, США)
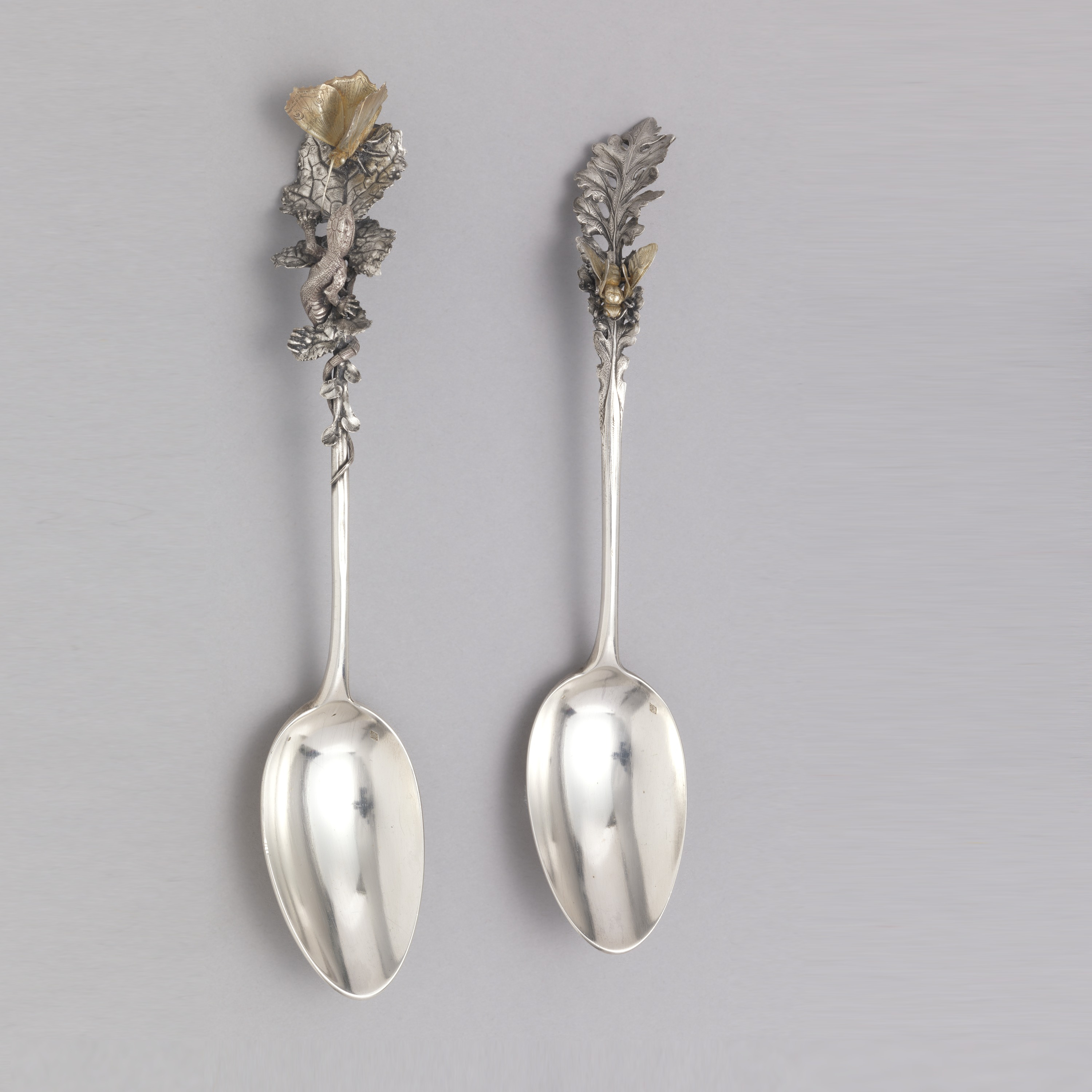
Французские десертные ложки в стиле модерн; около 1890 года; Смитсоновский музей дизайна Купер Хьюитт (Нью-Йорк)
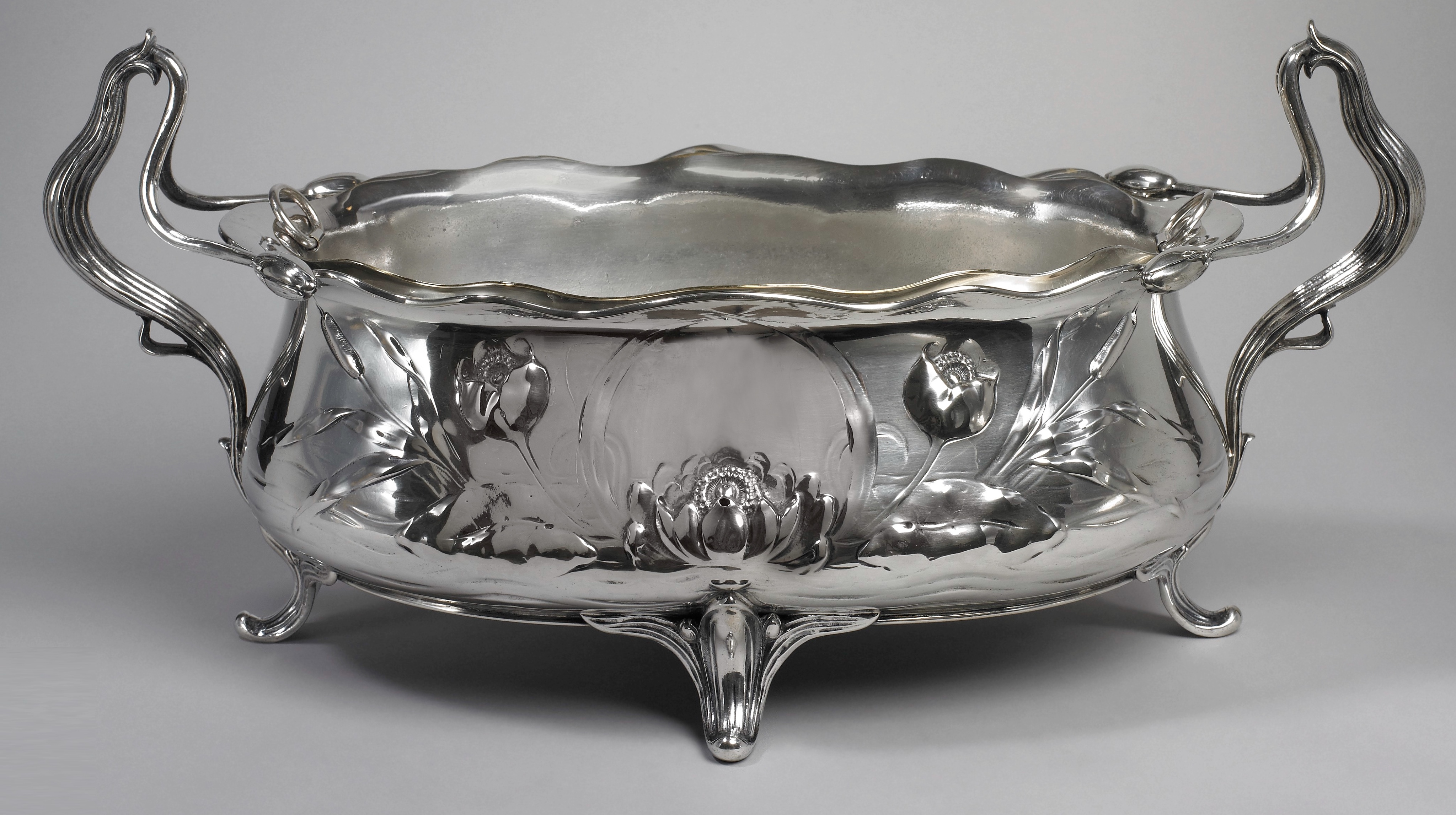
Жардиньерка в стиле модерн; около 1905-1910 гг .; высота: 22 см, ширина: 47 см, глубина: 22,5 см; Смитсоновский музей дизайна Купер Хьюитт
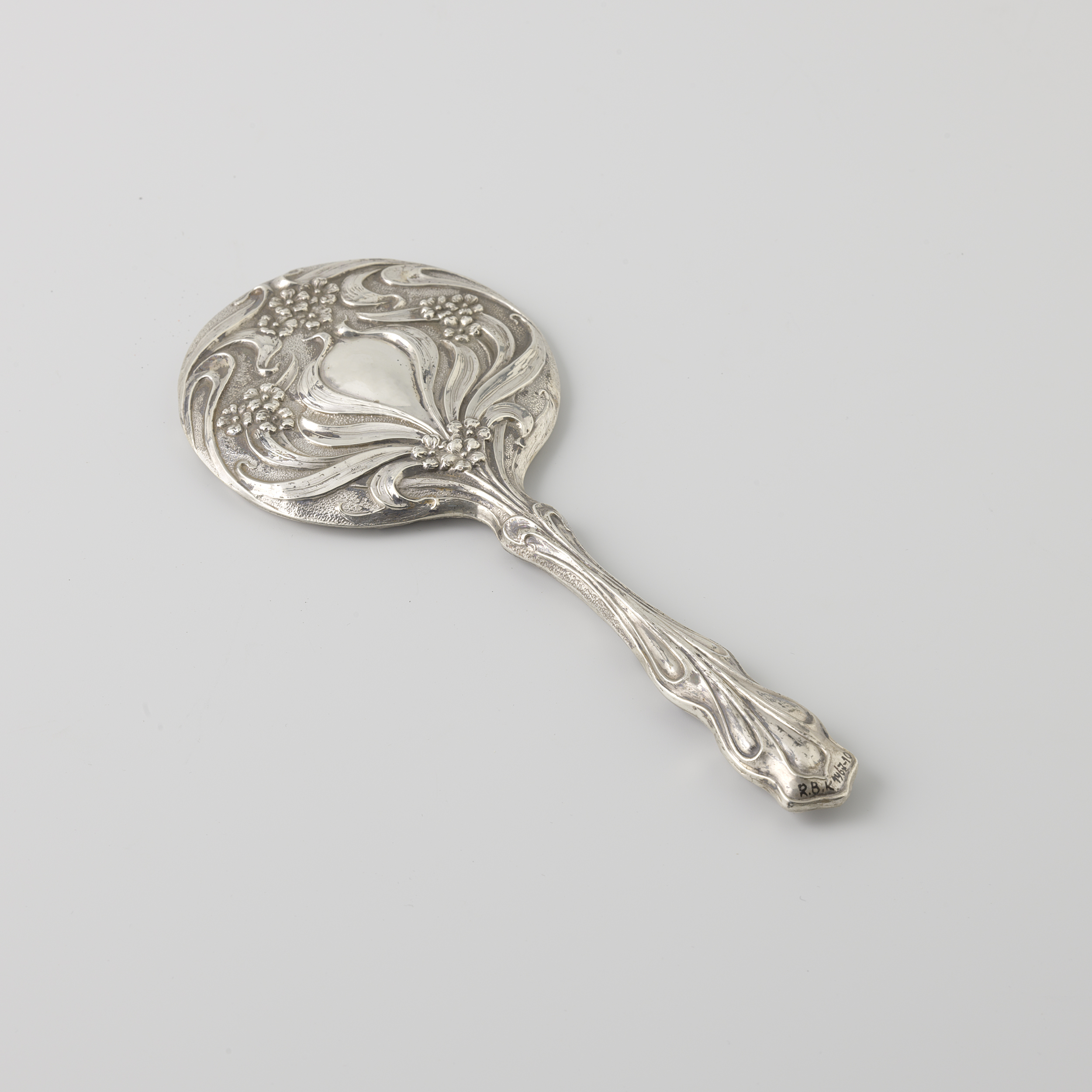
Зеркало в стиле модерн; 1906; длина: 20,7 см, вес: 88 г; Рейксмюсеум (Амстердам, Нидерланды)

### В медицине
До середины XX века нитрат серебра использовался в качестве наружного антисептика под названием ляпис. На свету он разлагается на свободное серебро, диоксид азота и молекулярный кислород. Однако в настоящее время во всех сферах применяется множество значительно более эффективных антисептиков.
Начиная с 1990 года, в нетрадиционной медицине наблюдается возрождение использования коллоидного серебра в качестве средства для лечения многочисленных болезней. В лабораторных исследованиях получены разные результаты: в одних исследований показано, что антимикробное воздействие серебра весьма незначительно, в то время как другие показали, что раствор 5−30 ppm является эффективным против стафилококка и кишечной палочки. Данное противоречие связано с размерами коллоидных наночастиц серебра — чем меньше их размер, тем более выражен антимикробный эффект. Подобные свойства наночастиц характерны для большинства переходных металлов и связаны с разрушением клеточной мембраны бактерий при сорбции наночастицы. Это, однако, проявляется только в очень чистых растворах.
Серебро — это тяжёлый металл, содержание которого в питьевой воде регламентировано СанПиН 2.1.4.1074-01 «Вода питьевая» — серебру присвоен класс опасности 2, «высоко-опасное и потенциально-токсичное химическое вещество». Госсанэпидемнадзор официально утвердил гигиенические нормативы содержания вредных веществ в питьевой воде, в этих нормативах содержание серебра в питьевой воде ограничено концентрацией 0,05 мг/л.
В США и Австралии препараты на основе коллоидного серебра не признаны лекарствами и предлагаются в продовольственных магазинах. Также в изобилии их можно встретить в Интернет-магазинах по всему миру в качестве БАД (биологически активных добавок), более простое название — пищевые добавки. Законом США и Австралии было запрещено маркетологам приписывать медицинскую эффективность коллоидному серебру. Но некоторые сайты, в том числе на их территории, по-прежнему указывают на благотворное воздействие препарата при профилактике простуды и гриппа, а также на лечебное воздействие при более серьёзных заболеваниях, таких, как диабет, рак, синдром хронической усталости, ВИЧ/СПИД, туберкулёз, и другие заболевания. Нет никаких медицинских исследований, свидетельствующих о том, что коллоидное серебро эффективно для какого-либо из этих заявленных симптомов.
До эпохи доказательной медицины растворы солей серебра широко применяли в качестве антисептических и вяжущих средств. На этом свойстве серебра основано действие таких лекарственных препаратов, как протаргол, колларгол и др., представляющих собой коллоидные формы серебра. В настоящее время препараты серебра применяются всё реже в связи с низкой эффективностью.

## Физиологическоезначение
Следы серебра (порядка 0,02 мг/кг) содержатся в организмах всех млекопитающих, но его биологическая роль недостаточно изучена. Головной мозг человека характеризуется повышенным содержанием серебра (0,03 мг на 1000 г свежей ткани, или 0,002 % по массе в золе). Интересно, что в изолированных ядрах нервных клеток — нейронов — серебра гораздо больше (0,08 % по массе в золе).
С пищевым рационом человек получает в среднем около 0,1 мг Ag в сутки. Относительно много его содержит яичный желток (0,2 мг в 100 г). Выводится серебро из организма главным образом с калом.
Ионы серебра обладают бактериостатическими свойствами. Однако для достижения бактериостатического эффекта концентрацию ионов серебра в воде необходимо повысить настолько, что она становится непригодной для питья. Бактериостатические свойства серебра известны с древности. В VI веке до н. э. персидский царь Кир II Великий в своих военных походах использовал серебряные сосуды для хранения воды. Покрытие поверхностных ран серебряными пластинами практиковалось ещё в древнем Египте. Очистку больших количеств воды, основанную на бактерицидном действии серебра, особенно удобно производить электрохимическим путём.
В начале 1970-х годов нижний предел бактериостатического действия серебра оценивался содержанием его в воде порядка 1 мкг/л. По данным 2009 года — нижний предел действия находится на уровне 50—300 мкг/л, что уже опасно для человека.

Токсичность
Как и некоторые другие тяжёлые металлы, серебро при избыточном поступлении в организм токсично.
Безопасная доза серебра в виде наночастиц в расчёте на серебро составляет 0,001 мг/кг, что соответствует для человека с массой тела 70 кг дозе 70 мкг в день по серебру.
По санитарным нормам США содержание серебра в питьевой воде не должно превышать 0,05 мг/л. Согласно действующим российским санитарным нормам серебро (аргентум) относится к «высоко-опасным» химическим веществам (класс опасности 2 по санитарно-токсикологическому признаку вредности), и предельно допустимая концентрация серебра в питьевой воде составляет те же 0,05 мг/л.
При длительном поступлении в организм избыточных доз серебра развивается аргирия, внешне выражающаяся серой окраской слизистых оболочек и кожи, причём преимущественно на освещённых участках тела, что обусловлено отложением частичек восстановленного серебра. Какие-либо расстройства самочувствия заболевших аргирией наблюдаются далеко не всегда, основные жалобы пациентов заключаются в изменении цвета кожи и пигментных пятнах в результате долгого употребления лекарственных средств с содержанием серебра, но возникают и индивидуальные случаи непереносимости. Вместе с тем, немедицинскими источниками отмечалось, что они не подвержены инфекционным заболеваниям. 
Ионы серебра оказывают генотоксичный эффект, разрушая целостность молекул ДНК в клетках, в том числе вызывая перестройки в хромосомах и фрагментацию последних. Кроме того, исследователи выявили повреждения генов в сперматозоидах.

## Добыча
Серебро было известно с глубокой древности (4-е тысячелетие до н. э.) в Египте, Персии, Китае.
Значительным источником извлечённого серебра (не в виде самородков) считается территория Анатолии (современная Турция). Добываемое серебро поступало в основном на Ближний Восток, на Крит и в Грецию.
Более или менее значительные данные о добыче серебра относятся к периоду после III тысячелетия до н. э., например, известно, что халдеи в 2500 году до н. э. извлекали металл из свинцово-серебряных руд.
После 1200-х годов до н. э. центр производства металла сместился в Грецию, в Лаврион, недалеко от Афин. Шахты были весьма богаты: их добыча с 600 до 300 года до н. э. составляла около 1 млн тройских унций (30 т) в год. В течение почти тысячи лет они оставались самым крупным источником серебра в мире.
С IV по середину I века до н. э. лидером по производству серебра были Испания и Карфаген.
Во II—XIII веках действовало множество рудников по всей Европе, которые постепенно истощались.
По мере расширения торговых связей, требующих денежного обращения, в XII—XIII веках выросла добыча серебра в Гарце, Тироле (главный центр добычи — Швац), Рудных горах, позднее в Силезии, Трансильвании, Карпатах и Швеции. С середины XIII до середины XV веков ежегодная добыча серебра в Европе составляла 25—30 т; во 2-й половине XV века она достигала 45—50 т в год. На германских серебряных рудниках в это время работало около 100 тысяч человек. Крупнейшим из старых месторождений самородного серебра является открытое в 1623 году месторождение Конгсберг в Норвегии.
Освоение Америки привело к открытию богатейших месторождений серебра в Кордильерах. Главным источником становится Мексика, где в 1521—1945 годах было добыто около 205 тыс. т металла — около трети всей добычи за этот период. В крупнейшем месторождении Южной Америки — Потоси — за период с 1556 по 1783 год добыто серебра общей стоимостью 820 513 893 песо и 6 «прочных реалов» (последний в 1732 году равнялся 85 мараведи).
В России первое серебро было выплавлено в июле 1687 года российским рудознатцем Лаврентием Нейгартом из руд Аргунского месторождения (Нерчинский горный округ). В 1701 году в Забайкалье был построен первый сереброплавильный завод, который на постоянной основе стал выплавлять серебро 3 года спустя. Некоторое количество серебра добывалось на Алтае. Лишь в середине XX века освоены многочисленные месторождения на Дальнем Востоке.
В 2008 году всего добыто 20 900 т серебра. Лидером добычи является Перу (3600 т), далее следуют Мексика (3000 т), Китай (2600 т), Чили (2000 т), Австралия (1800 т), Польша (1300 т), США (1120 т), Канада (800 т).
На 2008 год лидером добычи серебра в России является компания «Полиметалл», добывшая в 2008 году 535 т. В 2009 и 2010 годах «Полиметалл» добыл по 538 т серебра, в 2011 году — 619 т.
В 2018 в мире добыли 27 тыс. т, в России запасы примерно 70 тыс. т, а добыча 1119 т/год.
Мировая добыча серебра (1990—2017) (1990—2007 — данные U.S. Geological Survey, 2008—2017 — данные The Silver Institute):
Мировые запасы серебра оцениваются в 505 тыс. т (на 1986 год), подтверждённые — 360 тыс. т.

## Цена
Цены на серебро обвалились в марте 2020 и достигли $11,8 за унцию или $0,38 за грамм, из-за пандемии коронавируса и срыва сделки ОПЕК+.

По оценкам экспертов, по итогам 2022 года спрос на серебро вырастет на 16 % по сравнению с 2021 годом, до рекордных 1,21 млрд унций
Также: Цена на золото

## В мифологии
В мифологии многих народов серебру приписываются магические свойства, способность отгонять всяческую нечисть — оборотней, вампиров, злых духов и так далее.